# Coll de la Trava
El Coll de la Trava és un coll a 805,5 m. alt. del terme municipal de Tremp, dins de l'antic municipi de Fígols de Tremp, al Pallars Jussà.
Està situat al nord-oest del poble d'Eroles i al nord-est del de Claramunt, entre Bascui (nord-est) i Tirallonga (sud-oest), a la dreta del barranc de la Font Gran.